# Timée de Tauroménion
 (avril 2018).
Si vous disposez d'ouvrages ou d'articles de référence ou si vous connaissez des sites web de qualité traitant du thème abordé ici, merci de compléter l'article en donnant les références utiles à sa vérifiabilité et en les liant à la section « Notes et références ».
Pour les articles homonymes, voir Timée.
Sauf précision contraire, les dates de cet article sont sous-entendues « avant l'ère commune » (AEC), c'est-à-dire « avant Jésus-Christ ».
Timée de Tauroménion (né vers 350 av. J.-C. à Tauromenion et mort v. 260 av. J.-C. à Syracuse) est un historien grec qui a passé la majeure partie de sa vie à Athènes mais est né et mort en Sicile.

## Biographie
Originaire de la ville de Tauroménion en Sicile, Timée de Tauroménion est le fils du tyran Andromaque, partisan de Timoléon, libérateur de Syracuse en 344. Pour cette raison, il est exilé à Athènes par Agathocle de Syracuse, et il y passe la majeure partie de sa vie. Il y devient l’élève du rhéteur Isocrate, et y vit pendant quarante ans (un peu moins de cinquante ans d'après Polybe). En raison de cet exil, il n'a eu aucune expérience du maniement des affaires publiques. À la fin de sa vie, sous le règne de Hiéron II, il retourne en Sicile vers 280 av. J.-C. (probablement en vue de s'informer directement sur le conflit entre Rome et Pyrrhus) et y meurt à l'âge de 96 ans vers 260  av. J.-C.

## Œuvres
Il est l’auteur d'une Histoire du roi Pyrrhus, et d'une volumineuse Histoire de Sicile et de Grande Grèce en 38 livres, des origines jusqu’au début de la première guerre punique. Classée par olympiades, elle contenait une vie d’Agathocle et de Pyrrhus. Œuvre d’érudit, elle contenait également nombre de descriptions ethnographiques et géographiques. Timée était tenu en grande estime par les Alexandrins.
Son œuvre n’a survécu que par les citations qu’en font les auteurs postérieurs, tels Polybe, qui s’en prend à lui à de nombreuses reprises dans ses Histoires, et lui consacre un livre entier, le livre XII, où la méthode de Timée lui sert de repoussoir pour exposer sa propre méthode de l'investigation historique. Polybe lui reproche l'aigreur de ses critiques et son goût pour le merveilleux :

« Lorsqu’il reprend les autres, il fait preuve de beaucoup d’astuce et d’effronterie, mais dans ce qu’il nous raconte lui-même, on trouve à foison rêves, prodiges, fables incroyables, bref tous les signes d’une superstition grossière et de ce goût pour les contes de fées qui est propre aux femmes. »

— (Polybe, XII, 24, 5, trad. Denis Roussel)
Timée affectionne visiblement les biographies, et consacre beaucoup de temps à étudier le caractère de ses personnages. Pour cette raison, il a été très populaire dans l’Antiquité, jusqu’à ce qu’il soit détrôné par Plutarque. Il recherche également les thèmes importants dans les œuvres des grands auteurs :

« Il nous dit que les poètes et les historiens révèlent leur nature profonde en revenant avec une insistance excessive dans leurs écrits sur les mêmes thèmes. »

— (Polybe, XII, 24, 1, trad. Denis Roussel)
L'ouvrage Olympionikai etoi kronika Praxidika, « vainqueurs olympiques ou chronique Praxidika » n'a survécu que par cinq courts fragments,. Cette liste synchronisait quatre listes chronographiques : la liste des vainqueurs du stadion aux Jeux olympiques antiques, les archontes éponymes d'Athènes, les éphores et les rois de Sparte et les prêtresses (éponymes) d'Héra à Argos. Ces quatre listes étaient probablement organisées sous forme de tableau, en parallèle. L'ensemble devait servir de cadre chronologique préparatoire pour l’Histoire de Sicile et de Grande Grèce (Historiai). Cet Olympionikai, tout comme les autres œuvres de Timée, ne sont connus que par une référence dans la Souda et les critiques de Polybe. Timée aurait pu travailler en s'aidant de l'ouvrage Peri Heremon de Philochore, son contemporain à Athènes (à la fin du IVe siècle av. J.-C.) et inversement ce dernier aurait pu utiliser la liste chronographique de Timée pour rédiger son propre ouvrage Olympiades. La liste de Timée commençait certainement avec la victoire de Corèbe, lors des premiers jeux en 776 av. J.-C pour aller jusqu'à son époque, probablement au moment où il entama la rédaction de ses Historiai, peu de temps après son arrivée à Athènes. Dans ses Historiai, il aurait daté la refondation de Camarina avec la numérotation des olympiades, devenant donc ainsi le premier historien à utiliser ce système.

## Timée de Tauroménion selon d’autres auteurs
- Selon Polybe, il laisse souvent ses amitiés et inimitiés personnelles prendre le dessus sur l’impartialité de l’historien : il étrille Agathoclès, responsable de son exil, chante les louanges de Timoléon, et accuse Aristote et Théophraste d’avoir faussement représenté les lois et les coutumes des deux nations locriennes[9].
- Diodore de Sicile, Trogue Pompée et Plutarque dans sa Vie de Timoléon ont utilisé son œuvre. Diogène Laërce s'appuie également sur ses Histoires[10].
- Cicéron, dans son De oratore déclare apprécier son style[11].
- Le Livre XII des Histoires de Polybe est un véritable traité de critique historique où Polybe, en critiquant la méthode de Timée de Tauroménion, expose sa propre conception de l’investigation historique.

### Œuvre
- Timée de Tauroménion, Fragments, Les Belles Lettres, 2017